# 日原大介
日原 大介（ひはら だいすけ、1976年11月9日 - ）は、日本の元ラグビー選手。

## プロフィール
- 山梨県出身[1]。
- 現役時代のポジションはスタンドオフ (SO)。

## 略歴
日川高校、日本大学を経て、1999年、東芝府中(現・東芝ブレイブルーパス東京)に加入。
2006年、現役を引退した。
現役引退後、日川高校ラグビー部のコーチを経て、2012年、実家の調剤薬局家業を継ぐ。

## 受賞歴
- 2003-2004シーズン:トップリーグ得点王